# The Uchpochmack
The Uchpochmack е руска рок група, съществувала от 2013 до 2015 г. Това е страничен проект на певицата Земфира заедно с двамата ѝ племенници – братята-близнаци Артур и Артьом. Името произлиза от националното башкирско ястие „учпочмак“.

## История
Групата се създава през 2013 г. като в iTunes се публикуват три нейни песни – „Someday“, „Mistress“ и „Lightbulbs“ на интервали от около една седмица, като всяка от тях в периода ноември-декември 2013 г. стига до номер едно в руския чарт. В песента „Mistress“ гост-вокалист е Дейвид Браун от групата Brazzaville. На 14 декември 2013 г. по време на самостоятелен концерт на Земфира нейните племенници се присъединяват на сцената и изпълняват репертоара на групата в самия край на събитието. Тогава за първия път е разкрит и съставът на гръоата По това време групата издава единственото си EP – „First and Last“. В записите участва китаристът на Земфира Дмитрий Елелянов, както и басистът Артьом Тилдиков. Самата певица заявява, че този проект е бил мечта на нейните племенници и на шега го нарича „Рамазанов трио“.
През 2014 г. The Uchpochmack участват на фестивалите „Субботник“ и „Alfa Future People“. Освен издадените вече песни формацията изпълнява и композицията „Этим летом“, която по-късно влиза в албума на Земфира „Бордерлайн“. На концертите на групата участва и латвийският певец Ренарс Кауперс, който изпълнява и партиите на клавир. Формацията се разделя през 2015 г., като Земфира изпълнява песента „Lightbulbs“ на свои концерти по време на турнето „Маленький человек“ в периода 2015 – 2016. След края на съществуването на групата Артьом и Артур Рамазанови учат естрадно пеене в Лондон и продължават да се занимават с музика, но паралелно учат и за режисьори, докато композирането на песни е на втори план.
През 2021 г. Артур Рамазанов участва в записите на албума на Земфира „Бордерлайн“, като записва бас партиите за песните „Этим летом“ и „Таблетки“.

## Дискография
- First and Last (EP) – 2013